# 大石天狗堂
株式会社大石天狗堂（おおいしてんぐどう）は、京都市に本社を置くかるたの製造卸販売の老舗企業。

## 概要
創業は江戸時代の1800年（寛政12年）、かるた製造卸販売の老舗である。かるたの製造販売会社で、創業が江戸時代にさかのぼれるのは、この「大石天狗堂」だけである。初代は、能登出身の大石蔵之介(大石内蔵助とは別人)で、米屋を営む傍ら、公家相手にかるたを売る商売を始めたとされる。かるたが禁制品の時代には、鼻をこする仕草が花札を買う意思表示だったと言われる。現在に至るまで、伝統を守り続けてきた。
花札などのかるたでは、光琳かるたやうんすんかるたや地方札の復刻を手がけており、一つのセットが10万円以上するかるたも製造販売している。
将棋用品や囲碁用品も取り扱っている。

## 主要取扱商品

### 百人一首
- 百人一首普及品

「小倉山」「深草」「小町」などがある。競技かるたの公式大会では当社製のものが使用される。
- 光琳かるた

尾形光琳作のかるたの完全復刻版

### 花札類
- 花札

伊藤博文が注文したとされる「総理大臣の花かるた」、京都花札、名古屋花札、復刻地方札の「越後花」「金時花」がある
- 株札

株札、瀬戸内地方の「小丸札」がある。
- うんすんかるた

126,000円する木製手摺りうんすんかるたがある。

### その他各種かるた
- いろはかるた

「江戸いろはかるた」、「京いろはかるた」がある。
- 源氏歌かるた

源氏物語の和歌がモチーフのかるた

## 沿革
- 1800年（寛政12年） - 米穀商の大石蔵之介により創業される
- 1903年（明治36年） - 日本で初めて、活字印刷の百人一首を製造販売
- 1930年（昭和5年） - 合資会社大石天狗堂本店設立
- 1932年（昭和7年） - 日本で初めて、麻雀牌の製造を行う
- 1999年（平成11年） - 株式会社大石天狗堂に改組